# 高知県道248号栗山大津線
高知県道248号栗山大津線（こうちけんどう248ごう くりやまおおつせん）は、高知県南国市から高知市に至る一般県道である。

## 概要
南国市十市から高知市大津に至る。南国市南西部から高知市東部の介良・大津を結ぶ県道である。海岸付近を走る高知県道14号春野赤岡線と高知市東部の主要道路である国道32号と高知県道374号高知南国線を結ぶ。起点の名前の栗山は南国市十市地区にある一部地区の旧名であるが現在は現存していない。事実上の起点は高知県道14号春野赤岡線との現道との交点であるまた正式な起点はさらに一つ手前の高知県道14号春野赤岡線の旧道である。

### 路線データ
- 起点：南国市十市（高知県道14号春野赤岡線交点）
- 終点：高知市大津（高知県道374号高知南国線交点）

## 路線状況
十市の海沿いから田園地帯を走ると十市パークタウンに入り、石土池を見えるところを右に行く。十市パークタウンを過ぎ山間をくぐると下田川に差し掛かる。標識はないが高知県道32号土居五台山線の交点付近が南国市と高知市の境である。当県道に下田川を越える橋がないため、高知県道32号土居五台山線と高知県道247号仁井田竹中線を迂回する。実際は河川逆流防止装置用の管理道を通る車も多く危険性が指摘されている。
高知市介良地区付近は南側は最近できた道のため線形が非常にいいが、北側は住宅街であることに加えて高知県道243号田村高須線や主要道路である国道32号（南国バイパス）交点があり交通量が多い。国道32号を越えると介良地区から大津地区に入りとさでん交通後免線の電車通りである国道195号を高架でくぐるとしばらくして終点である高知県道374号高知南国線（大津バイパス）の交点に着く。

### 重複区間
- 高知県道32号土居五台山線（南国市稲生 - 高知市五台山）
- 高知県道247号仁井田竹中線（高知市仁井田 - 高知市五台山）

### 道路施設

#### 橋梁
- 瑞山橋（下田川、高知市、高知県道32号土居五台山線重複区間内）
- 白水橋（貝良川、高知市）

## 地理

### 通過する自治体
- 高知県
  - 南国市 - 高知市

### 交差する道路
| 交差する道路                           | 市町村名 | 交差する場所 | 交差する場所 |
| -------------------------------------- | -------- | ------------ | ------------ |
| 高知県道14号春野赤岡線                 | 南国市   | 十市         | 起点         |
| 国道55号                               | 南国市   | 稲生         | [ 注釈 2 ]   |
| 高知県道32号土居五台山線 重複区間起点  | 南国市   | 稲生         |              |
| 高知県道247号仁井田竹中線 重複区間起点 | 高知市   | 仁井田       |              |
| 高知県道32号土居五台山線 重複区間終点  | 高知市   | 五台山       |              |
| 高知県道247号仁井田竹中線 重複区間終点 | 高知市   | 五台山       |              |
| 高知県道243号八幡大津線                | 高知市   | 介良         |              |
| 国道32号 国道55号 重複 国道493号 重複  | 高知市   | 介良         |              |
| 国道195号                              | 高知市   | 大津乙       | [ 注釈 3 ]   |
| 高知県道374号高知南国線                | 高知市   | 大津         | 終点         |

### 交差する鉄道
- とさでん交通後免線

### 沿線
- 南国市立十市小学校
- 高知市立貝良中学校
- 高知市立貝良小学校
- とさでん交通後免線
  - 舟戸停留場 - 鹿児停留場
- 高知市立大津小学校